# Aquilarhinus
Aquilarhinus é um gênero de dinossauro ornitópode hadrossaurídeo da Formação Aguja do Texas, nos Estados Unidos. O tipo e única espécie é Aquilarhinus palimentus. Devido ao seu dentário incomum, inferiu-se que ele tinha uma morfologia de bico semelhante a uma pá, diferente dos bicos de outros hadrossauros.